# Comuna Mîhalce, Horodenka
Mîhalce (în ucraineană Михальче) este o comună în raionul Horodenka, regiunea Ivano-Frankivsk, Ucraina, formată din satele Bilka și Mîhalce (reședința).

## Demografie
Componența lingvistică a comunei Mîhalce
     Ucraineană (100%)
Conform recensământului din 2001, toată populația comunei Mîhalce era vorbitoare de ucraineană (100%).